# 斑紋動胸龜
斑紋動胸龜又名斑紋泥龜（學名：Kinosternon acutum）為動胸龜屬下的一種龜。發現於伯利茲、危地馬拉和墨西哥。